# 鈴木菜穂子
鈴木 菜穂子（すずき なおこ、5月5日 - ）は、日本の元女性声優。神奈川県出身。ケッケコーポレーションに所属していた。

## 後任
鈴木の引退に伴い、持ち役を引き継いだ人物は以下の通り。
| 後任       | 役名             | 作品                          | 後任の初担当作品                             |
| ---------- | ---------------- | ----------------------------- | -------------------------------------------- |
| 木川絵理子 | 桑原先生         | 『ひだまりスケッチ』          | 特別編                                       |
| 桑谷夏子   | キーア           | 『エレメンタル ジェレイド』   | 単行本限定版付属ドラマCD                     |
| 大原さやか | レティ・ロウラン | 『魔法少女リリカルなのはA's』 | 『魔法少女リリカルなのは The MOVIE 2nd A's』 |

## 出演
太字はメインキャラクター。

### テレビアニメ
2003年
- 銀河鉄道物語（2003年 - 2007年、セクサロイド・ユキ 他） - 2シリーズ
- なるたる（福山笙子）

2004年
- BURN-UP SCRAMBLE（コンピューター音声、婦警A、おばはんE 他）
- 砂ぼうず（2004年 - 2005年、大波つなみ、母親）
- グレネーダー 〜ほほえみの閃士〜（桃華楼の女、白土風花）
- 月詠 -MOON PHASE-（2004年 - 2005年、美人看護士、女性カメラマン）

2005年
- あかほり外道アワーらぶげ（巨乳美女、イザナミ、留樽井舞智子 他）
- アニマル横町（2005年 - 2006年、あみのママ、ピッチ 他）
- エレメンタル ジェレイド（キーア〈キュリート・エンヴァティリア〉）
- バジリスク 〜甲賀忍法帖〜（乳母、侍女）
- 魔豆奇伝パンダリアン（ヤミィ、ライラ）
- 魔法少女リリカルなのはA's（レティ・ロウラン）
- MAJOR 2nd season（ソフト部員）

2006年
- N・H・Kにようこそ!（女盗賊）
- タクティカルロア（クミコ・J・カーソン）
- バーテンダー（亜紀）
- びんちょうタン（チシャノキ先生）
- まじめにふまじめ かいけつゾロリ（女性）
- 吉宗（ぱてしえ、猫、オペレーターA、娘A、記者2）
- 夜明け前より瑠璃色な 〜Crescent Love〜（ルナ〈犬〉、キャスター）

2007年
- 彩雲国物語（侍女）
- ひだまりスケッチ（桑原先生 他）
- 少年陰陽師（安倍若菜）

### OVA
出演年不明
- くじびきアンバランス（師緒梨）

2004年
- 天空断罪スケルターヘブン（鹿島三咲）

2005年
- I"s Pure（ナミ）
- きらめき☆プロジェクト（2005年 - 2006年、カーラ、秘書、女生徒）
- 円盤皇女ワるきゅーレ 星霊節の花嫁（アルセイラ）

2007年
- AIKa R-16:VIRGIN MISSION（凪沙りさこ）
- 銀河鉄道物語 〜忘れられた時の惑星〜（セクサロイド・ユキ）

### ゲーム
2004年
- 天空断罪スケルターヘブン（鹿島美咲）

2005年
- SIMPLE 2000シリーズ Vol.70 THE 鑑識官（シモーヌ）
- エレメンタル ジェレイド-纏え、翠風の剣-（キーア〈キュリート・エンヴァティリア〉）
- エレメンタル ジェレイド 〜封印されし謳〜（キーア〈キュリート・エンヴァティリア〉）

2006年
- アニマル横町 〜どき☆どき 進級試験！の巻〜（あみのママ）
- Strawberry Panic! GIRLS' SCHOOL IN FULLBLOOM（先生）
- I"s Pure（ナミ）

2007年
- びんちょうタン しあわせ暦（チシャノキ先生）

### ドラマCD
出演年不明
- びんちょうタン（先生）

2004年
- 探偵青猫（鯉登菖蒲）

2005年
- イタズラなKiss（理美）
- エレメンタルジェレイド 同契 Re-No:2 DRAMA-SIDE（キーア〈キュリート・エンヴァティリア〉）
- グレネーダー 〜ほほえみの閃士〜 一方あの頃劇場（白土風花）
- 少年陰陽師 シリーズ（安倍若菜）

2006年
- GP学園情報処理部2（司堂みゆき）
- ナイトウィザード・リプレイ・ボイスドラマ『愚者の楽園』（柊京子）
- ぱにぽにだっしゅ! Vol. 1「発達したチャクラ」（犬）
- 魔法少女リリカルなのはA's サウンドステージ03（レティ・ロウラン）

### ラジオドラマ
- 歌姫たちのプレリュード（2003年、女生徒A）

### 吹き替え
- ロケットパワー

### ラジオ
※はインターネット配信。
- 銀河鉄道情報局（2005年 - 2007年、『銀河鉄道物語』公式サイト内・音泉※）ユキ役（「セクサロイドユキの懺悔室」担当）